# Czech Series
Czech Series je oficiální název finálové série české baseballové extraligy. Nejúspěšnějším celkem je klub Draci Brno, který finálovou sérii ovládl 25krát.

## Přehled všech finálových sérií české baseballové extraligy
| Rok  | Vítěz          | Finalista        | Konečný stav série | Výsledky zápasů                  |
| ---- | -------------- | ---------------- | ------------------ | -------------------------------- |
| 2024 | Draci Brno     | Hroši Brno       | 4:1                | 10:0, 5:4, 10:3, 2:7, 4:3        |
| 2023 | Draci Brno     | Tempo Praha      | 3:2                | 3:2, 5:7, 4:3, 8:9 (F/12), 4:1   |
| 2022 | Draci Brno     | Hroši Brno       | 4:2                | 4:6, 8:4, 6:1, 0:8, 8:1, 6:4     |
| 2021 | Arrows Ostrava | Draci Brno       | 3:1                | 2:3, 4:1, 9:2, 8:3               |
| 2020 | Draci Brno     | Arrows Ostrava   | 3:1                | 6:1, 6:4, 1:3, 4:1               |
| 2019 | Arrows Ostrava | Eagles Praha     | 3:0                | 6:3, 10:1, 5:2                   |
| 2018 | Arrows Ostrava | Draci Brno       | 3:1                | 7:5, 4:3: 0:4, 5:3               |
| 2017 | Draci Brno     | Arrows Ostrava   | 3:1                | 3:2, 3:2, 5:6, 6:5               |
| 2016 | Draci Brno     | Kotlářka Praha   | 3:2                | 3:10, 16:5, 6:9, 4:2, 21:9       |
| 2015 | Kotlářka Praha | Draci Brno       | 3:2                | 8:5, 3:8, 2:7, 3:0, 3:1          |
| 2014 | Draci Brno     | Kotlářka Praha   | 3:2                | 1:11, 5:2, 6:7, 11:5, 2:1        |
| 2013 | Draci Brno     | Kotlářka Praha   | 3:1                | 2:1, 5:9, 6:2, 5:1               |
| 2012 | Draci Brno     | Eagles Praha     | 3:1                | 6:3, 6:8, 18:6, 1:0              |
| 2011 | Technika Brno  | Draci Brno       | 3:1                | 1:2, 7:3, 8:7, 6:5               |
| 2010 | Draci Brno     | Technika Brno    | 3:2                | 2:1, 1:5, 7:2, 1:2, 9:2          |
| 2009 | Draci Brno     | Arrows Ostrava   | 3:0                | 1:0, 7:4, 8:3                    |
| 2008 | Draci Brno     | Arrows Ostrava   | 3:1                | 1:0, 1:3, 4:1, 8:2               |
| 2007 | Draci Brno     | VSK Express Brno | 3:0                | 3:2, 3:2, 3:0                    |
| 2006 | Draci Brno     | Arrows Ostrava   | 3:1                | 5:6, 8:2, 11:5, 6:4              |
| 2005 | Draci Brno     | Arrows Ostrava   | 3:1                | 0:3, 5:1, 13:1, 20:12            |
| 2004 | Draci Brno     | Krč Altron       | 4:0                | 7:1, 2:0, 3:2, 6:1               |
| 2003 | Draci Brno     | Tegola Praha     | 3:0                | 10:0, 3:2, 9:3                   |
| 2002 | Draci Brno     | Technika Brno    | 4:1                | 4:3, 7:1, 9:4, 12:15, 13:7       |
| 2001 | Draci Brno     | Technika Brno    | 4:0                | 16:9, 15:7, 25:13, 8:6           |
| 2000 | Draci Brno     | Technika Brno    | 4:2                | 11:0, 4:6, 19:5, 9:10, 9:8, 12:6 |
| 1999 | Draci Brno     | Sokol Krč        | 4:0                | 15:3, 8:6, 13:4, 9:4             |
| 1998 | Draci Brno     | Technika Brno    |                    |                                  |
| 1997 | Draci Brno     | Sokol Krč        |                    |                                  |
| 1996 | Draci Brno     | Kovo Praha       |                    |                                  |
| 1995 | Draci Brno     | Kovo Praha       |                    |                                  |
| 1994 | Technika Brno  | Tegola Praha     |                    |                                  |
| 1993 | Technika Brno  | Kovo Praha       |                    |                                  |